# Eugène Camara
Eugène Camara (* 21. Januar 1942 in Nzérékoré; † 22. November 2019 in Kairo) war im Februar 2007 kurzzeitig Premierminister von Guinea.
Camara wurde von Präsident Lansana Conté am 9. Februar 2007 infolge eines Generalstreiks auf diesen Posten berufen, bei dem Conté zugestimmt hatte, einen neuen Premierminister zu ernennen, der Regierungsoberhaupt sein soll. Die Position des Premierministers war seit April 2006 unbesetzt geblieben, nachdem Cellou Dalein Diallo vom Präsidenten abgesetzt worden war. Camara war in der Geschichte Guineas der erste Premierminister, der gleichzeitig die Position des Regierungschefs innehatte.
Vor seiner Berufung war Camara seit dem 19. Januar 2007 Staatsminister für Präsidentschaftsangelegenheiten, von welchem er Fodé Bangoura ablöste. In der Zeit von November 1997 bis zum Jahr 2004 war er Minister für höhere Erziehung und Forschung und danach Planungsminister von 2004 bis Januar 2007.
Die Opposition verurteilte die Berufung Camaras scharf und verweigerte ihm als Teil des alten Establishments die Zusammenarbeit. Kurz nach seiner Amtseinführung brach in mehreren Teilen des Landes Gewalt unter der Bevölkerung aus. Gewerkschaftsangehörige ließen am 12. Februar 2007 Streiks ausrufen und als Reaktion darauf wurde von Conté das Kriegsrecht ausgerufen. Der Vorschlag, Camara eine dreimonatige Probezeit als Premierminister zu geben, wurde von den Gewerkschaftern am 20. Februar abgelehnt. Am 25. Februar wurde bekanntgegeben, dass Comté bereit sei, aus einer Liste, die von Gewerkschaftern und Mitgliedern der Zivilgesellschaft erstellt werden sollte, einen Kandidaten auszuwählen. Daraufhin beendete die Gewerkschaft den Streik am 27. Februar. 
Conté wählte am 26. Februar Lansana Kouyaté zum neuen Premierminister. Dieser wurde am 1. März 2007 unter Vorsitz von Camara vereidigt, jedoch in Abwesenheit von Conté.
Eugène Camara gehörte zum Stamm der Susu.